# Avión de fuselaje estrecho

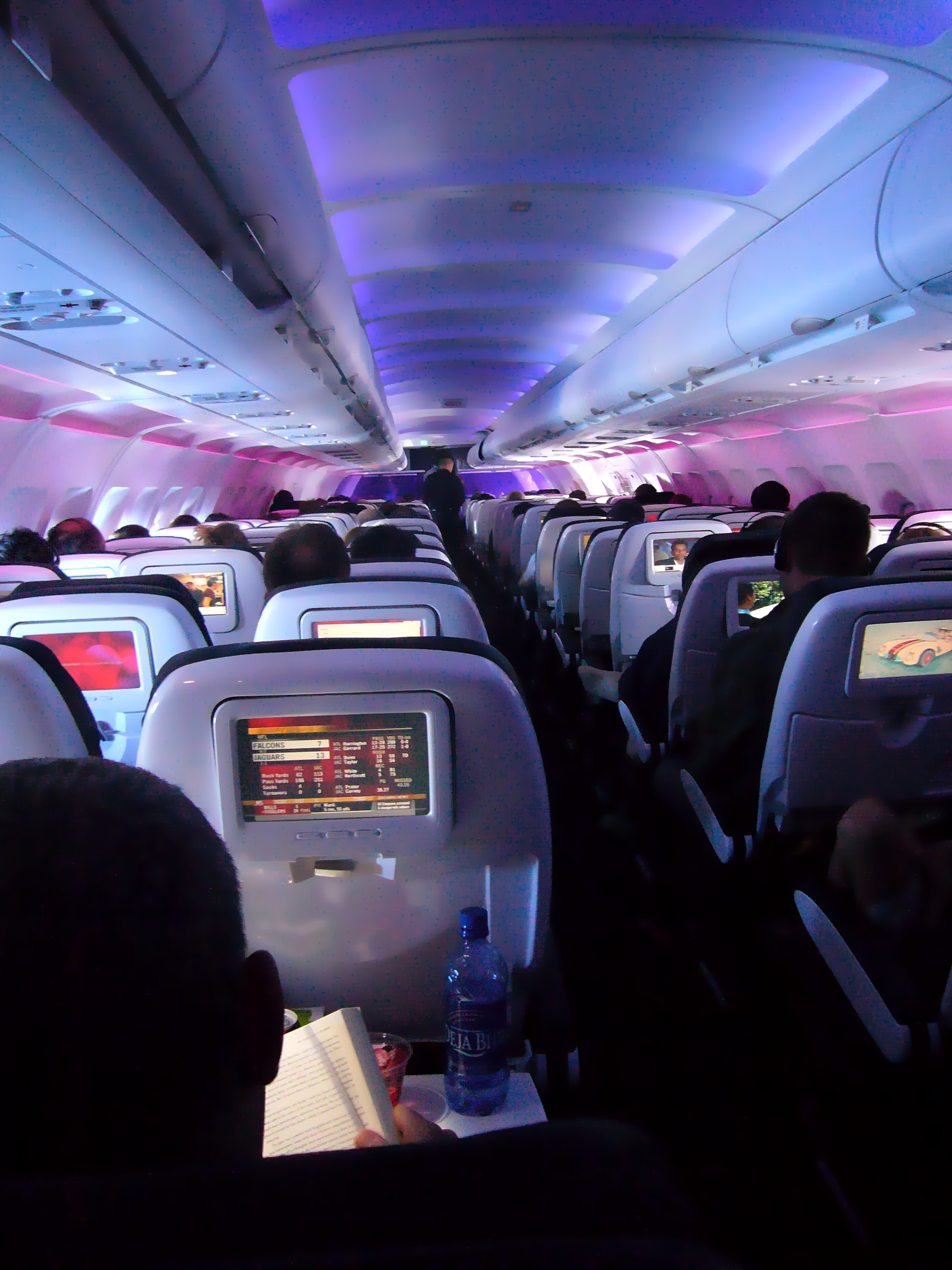
Cabina de pasajeros un avión de fuselaje estrecho Airbus A320 de Virgin America.

Un avión de fuselaje estrecho tiene un diámetro de fuselaje en cabina, normalmente, de 3 a 4 metros con los asientos dispuestos en filas de 2 a 6 con un único pasillo central. A menudo llamado avión de pasillo único. Los aviones de fuselaje estrecho no tienen un gran alcance, lo que no les permite vuelos transatlánticos o transcontinentales; también se conocen como aviones de línea regionales.
Por el contrario, los aviones de fuselaje ancho son aviones de pasajeros más grandes que suelen ser configurados con múltiples clases de viaje y un diámetro de fuselaje de 5 a 6 metros y doble pasillo. Para la comparación, los aviones de fuselaje ancho típicos tienen capacidad para 200 a 600 pasajeros, mientras que el mayor avión de fuselaje estrecho actualmente en servicio extendido, el Boeing 757-300, lleva a un máximo de unos 250.

## Tipos
Los aviones de fuselaje estrecho fueron los primeros en aparecer y son más usados que los de fuselaje ancho; la característica que los define es que tienen un solo pasillo, es decir que carecen de asientos intermedios. Entre las aeronaves más comunes se encuentra el aviones de línea regionales que se utilizan para el transporte regional de pasajeros, si bien algunos aviones como el Boeing 757, que si bien tiene fuselaje estrecho, a veces se usa en vuelos de largo alcance.

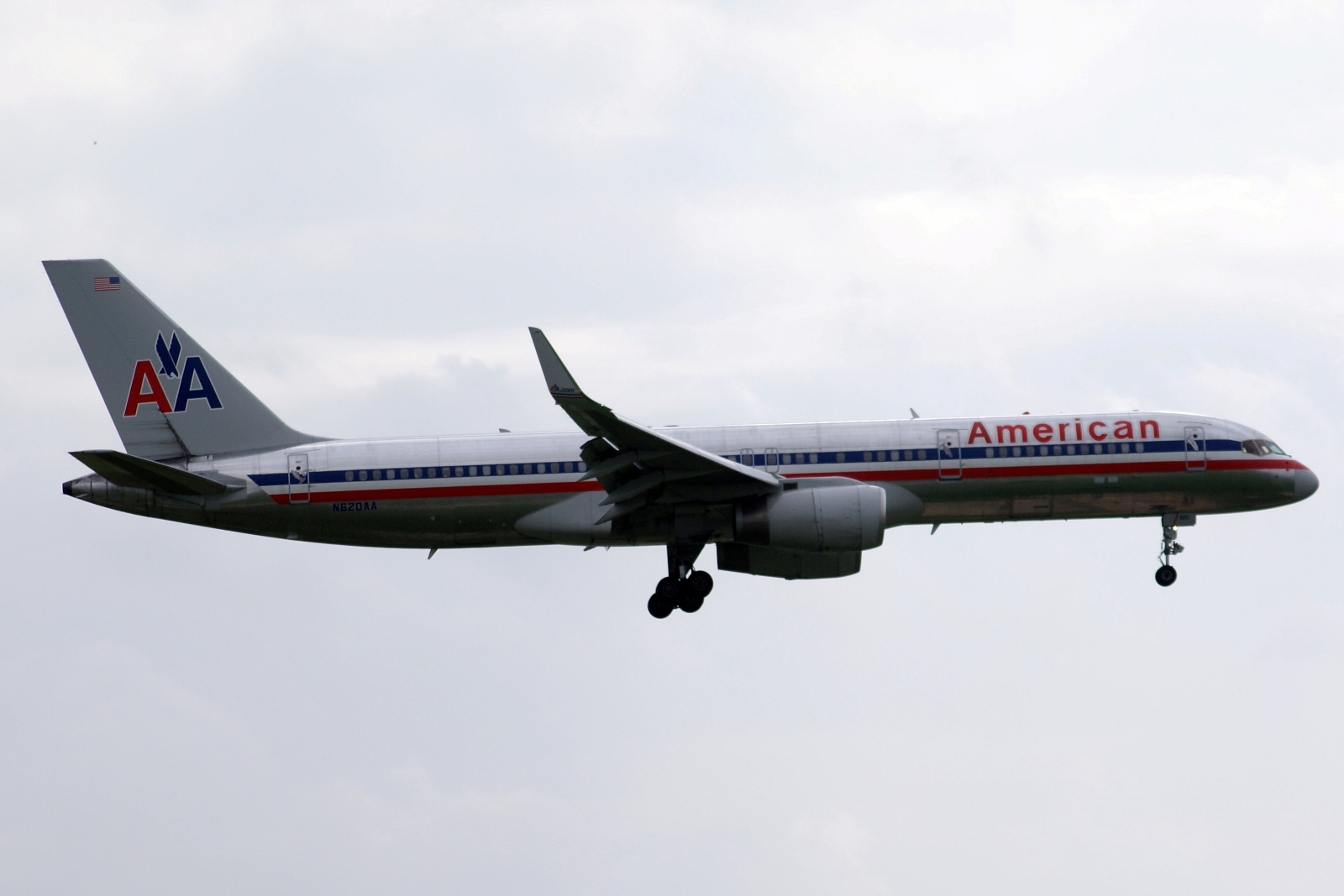
Boeing 757-223 de American Airlines.